# Mareike Adermann
Mareike Miller, de soltera Adermann (nacida el 3 de agosto de 1990) es una jugadora de baloncesto en silla de ruedas de 4,5 puntos alemana, que jugó en la Universidad de Wisconsin-Whitewater en los Estados Unidos. También juega en la selección alemana, con la que ganó dos títulos europeos, fue subcampeona en los Campeonatos Mundiales de 2010 y 2014, ganó una medalla de oro en los Juegos Paralímpicos de Londres 2012 y ganó una medalla de plata en los Juegos Paralímpicos de Río de Janeiro 2016. El presidente Joachim Gauck concedió al equipo el más alto honor deportivo de Alemania, el Silbernes Lorbeerblatt (Hoja de Laurel de Plata), en dos ocasiones (2012 y 2016).

## Biografía
Mareike Miller nació el 3 de agosto de 1990, hija de Karl-Heinz y Kristin y tiene un hermano, Nils. Ella es apodada "MA".
Miller empezó a jugar al baloncesto a los siete años, y debutó con un equipo femenino de club sénior en Alemania cuando tenía catorce. En ese primer partido, sufrió una rotura del ligamento cruzado anterior. Durante los siguientes cuatro años, fue operada cuatro veces de la rodilla, tres de la derecha y una de la izquierda, dejando cicatrices en las rodillas. En cada ocasión le llevó ocho meses recuperarse, y se rompió el ligamento cruzado anterior a las pocas semanas de volver a jugar.
A los 18 años, Miller se vio obligada a abandonar su sueño de jugar al baloncesto. Sin embargo, su profesor de educación física le sugirió que probara el baloncesto en silla de ruedas, un deporte del que nunca había oído hablar. Aunque es una jugadora de baloncesto en silla de ruedas, Miller no necesita una silla de ruedas para las actividades diarias, y está clasificada como una jugadora de 4,5 puntos con una discapacidad mínima. Ser capaz de mover su cuerpo completamente le da al centro de 180 centímetros de altura una ventaja de altura, pero descubrió que disparar desde la línea de tiro libre en una silla requiere tanta fuerza como disparar de pie desde la línea de tres puntos. 

Uno de los mayores placeres de la vida es hacer las cosas que otros dicen que no puedes hacer.—Mareike Miller.

Cuando Miller empezó a jugar al baloncesto en silla de ruedas en 2008, no pensaba en formar parte de la selección nacional, pero con el trabajo duro y la práctica diaria, lo consiguió en solamente un año. Ese año empezó a jugar para ASV Bonn en la liga regional alemana. En 2009, empezó a asistir a la Universidad de Wisconsin-Whitewater en Estados Unidos, donde estudió administración de empresas. Encontró que la carga de trabajo era mucho más alta que en Alemania. Mientras que la mayoría de los clubes alemanes entrenaban dos o tres veces por semana, en Estados Unidos entrenaban todos los días, con pesas y salas de entrenamiento disponibles las 24 horas del día, siete días a la semana. Mientras que en Alemania, durante las vacaciones de verano, entrenó con el equipo de segunda división Essen Hot Rolling Bears y viajó dos veces por semana a Colonia para entrenar con los Köln 99ers.
En 2011, fue capitana de la selección alemana sub-25 (U25), compitiendo en su primer Campeonato Mundial.
En marzo de 2012, su equipo UWW Warhawks, entrenado por Daniel T. Price, derrotó a la Universidad de Alabama por 63-34 para ganar el Campeonato Nacional Intercolegial de EE. UU. en un partido en el que Miller anotó 17 puntos y tuvo 13 rebotes. Más tarde ese mismo año, Miller se dirigió a Australia, Holanda y Charlotte, Carolina del Norte, para entrenar con la selección alemana de baloncesto femenino en silla de ruedas antes de los Juegos Paralímpicos de Londres 2012.
En el partido por la Medalla de Oro en Londres, el equipo se enfrentó al equipo nacional femenino de baloncesto en silla de ruedas de Australia, que los había derrotado 48-46 en Sídney unos meses antes, ante una multitud de más de 12.000 personas en el North Greenwich Arena. El equipo alemán había estado invicto hasta ese momento, pero había comenzado lento en sus partidos contra los Estados Unidos y China, ganando estos partidos por márgenes de seis puntos, y parecía jugar su mejor baloncesto solamente en los minutos finales de un partido. Miller anotó 19 puntos, más que cualquier otra jugadora en el partido, y fue un factor clave para que Alemania ganara 58-44. «La mayoría de mis tiros no fueron ni siquiera tiros locos o tiros al exterior»", dijo Miller. «Fueron los mismos tiros que hice en los otros partidos, pero jugué más en este juego, y tuve muchas más oportunidades fáciles de meterme en la pintura», «Siempre soy una de las tiradoras, pero pienso que Australia me subestimó y no me defendió tan bien como algunas de las otras chicas. Me dejaron muy abierta y conseguí algunos tiros grandes, así que me fue bien. Resultó que anoté la mayor cantidad de puntos en la final, pero no fue deliberado».
Fue la primera medalla de oro que Alemania ganó en baloncesto femenino en silla de ruedas en los Juegos Paralímpicos desde 1984. El presidente Joachim Gauck les concedió la Hoja de Laurel de Plata en noviembre de 2012, y fueron nombrados Equipo Alemán del Año del 2012. «Muchas veces me dijeron que después de ganar una medalla de oro, he conseguido lo máximo que puedo, así que podría dejarlo ahora», escribió más tarde Miller, «pero no estoy de acuerdo».

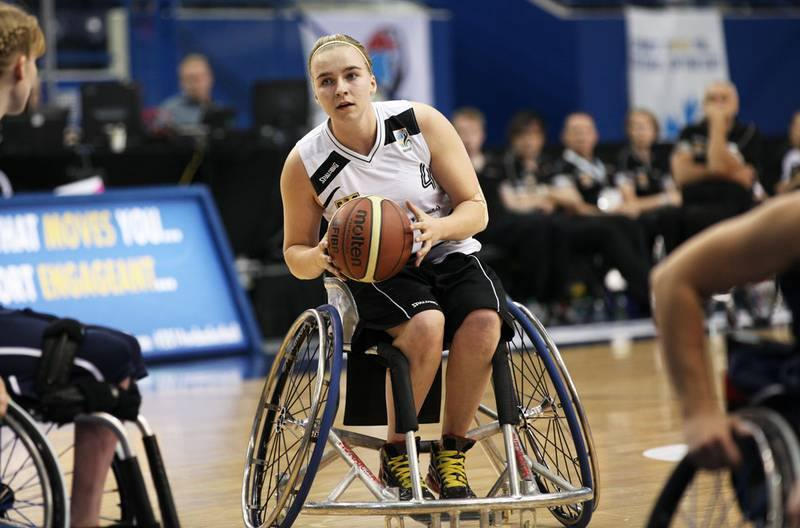
Mareike Miller en el Campeonato Mundial de 2014.

Después de una pérdida devastadora en la final del Campeonato de Europa en su tierra natal en 2013, el equipo alemán consiguió la plata en el Campeonato Mundial Femenino de Baloncesto en Silla de Ruedas 2014 en Toronto, Canadá.
En 2015, Miller tuvo que someterse a más cirugías de rodillas y, por lo tanto, no pudo jugar con el equipo alemán. En los Juegos Paralímpicos de 2016, regresó y ganó la plata después de perder la final ante los Estados Unidos.
Después de los Juegos Paralímpicos de Río de Janeiro 2016, varios atletas y el entrenador en jefe del equipo nacional alemán se retiraron. Miller se mantuvo como una de las jugadoras experimentadas del equipo, ahora jugando para Martin Otto, el maestro de educación física que la hizo entrenó en primer lugar. Como parte del trío de capitanes, llevó a su equipo a otra medalla de plata del Campeonato de Europa en 2017, lo que demuestra que el equipo, incluso con muchos cambios, continúa a un alto nivel.
El año 2018 marca el año del Campeonato Mundial en Hamburgo, Alemania.
|  |
|  |

|  |
|  |

|  |
|  |

## Logros
- 2009: Oro en el Campeonato de Europa.[2]
- 2009: Plata en el Campeonato Nacional Alemán de Mujeres.[2]
- 2010: Plata en el Campeonato Mundial Femenino.[2]
- 2010: Bronce en el Campeonato de Europa mixto U22.[2]
- 2010: Oro en el Campeonato Nacional Alemán de Mujeres.[2]
- 2011: Plata en el Campeonato Nacional Alemán de Mujeres.[2]
- 2011: Oro en el Campeonato de Europa (Nazaret, Israel).[17]
- 2012: Campeón intercolegial.
- 2012: Plata en el Campeonato Nacional Alemán de Mujeres.[2]
- 2012: Oro en los Juegos Paralímpicos (Londres, Inglaterra).[8]
- 2013: Campeón intercolegial.
- 2013: Campeonato de Europa de plata (Frankfurt, Alemania).[18]
- 2014: Campeón intercolegial.
- 2014: Plata en el Campeonato Mundial (Toronto, Canadá).[14]
- 2016: Plata en los Juegos Paralímpicos (Río de Janeiro, Brasil)[15][19]
- 2017: Campeonato de Europa de plata.
- 2018: Bronce en el Campeonato Mundial (Hamburgo, Alemania).

## Premios
- 2011, 2012, 2014, 2016: Equipo del año.[11]
- 2012 y 2014: Hoja de Laurel de plata.[12]